# Kamýk
Kamýk (in tedesco Kamaik) è un comune della Repubblica Ceca facente parte del distretto di Litoměřice, nella regione di Ústí nad Labem.